# Pixbergermühle
Pixbergermühle ist ein Ortsteil und eine ehemalige Mühle in Hückeswagen im Oberbergischen Kreis im Regierungsbezirk Köln in Nordrhein-Westfalen (Deutschland).

## Lage und Beschreibung

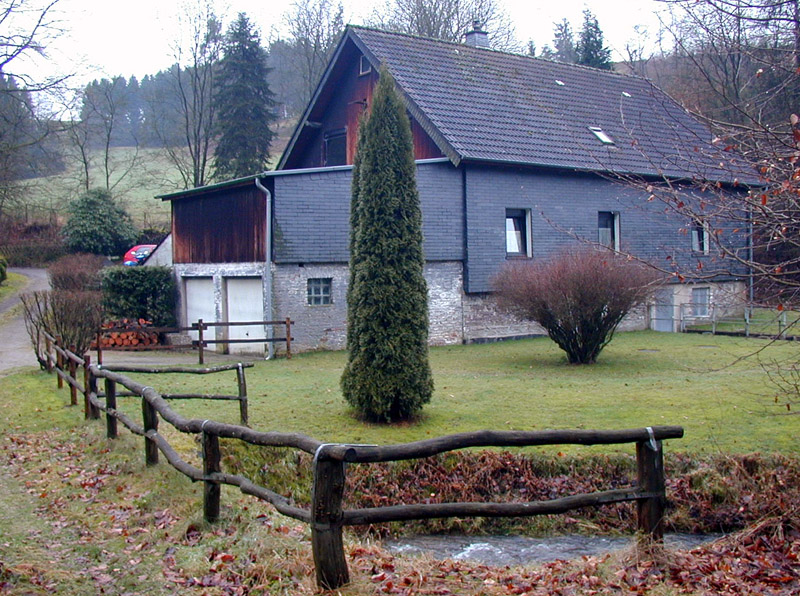
Die Pixberger Mühle

Pixbergermühle liegt am Leiverbach im nördlichen Hückeswagen, unmittelbar an der Wupper-Vorsperre der Wuppertalsperre. Nachbarorte sind Pixberg, Neukretze, Kormannshausen, Hummeltenberg und Böckel.

## Wander- und Radwege
Folgende Wanderwege führen durch den Ort oder an ihm vorbei:
- Der Ortswanderweg ━ von Purd zur Wiebach-Vorsperre
- Der Hückeswagener Rundweg O
- Die Ortsrundwanderwege A9 und A10